# Давиде Сантон
Давиде Сантон (на италиански: Davide Santon) е италиански футболист, защитник, който играе за Рома. Продукт на школата на „Интер“. Заема позицията атакуващ десен бек, като понякога играе и отляво.

## Кариера
Давиде е роден в Портомаджоре, градче в Северна Италия, на 2 януари 1991 година. Дебютира за мъжкия отбор на „Интер“ на 21 януари 2009 г. срещу Рома в мач за Купата на Италия, в който е титуляр. Дебютът му в Серия А настъпва на 25 януари при победата на Интер над Сампдория с 1:0. Марчело Липи казва за него, че е „предопределен, който напомня за младия Паоло Малдини.“ На 15 февруари е титуляр в първото си миланско дерби, срещу местния противник „Милан“. Това се оказва последното дерби за Паоло Малдини, един от легендарните защитници в италианския футбол.
На 31 март 2009 г. изиграва първия си мач за младежкия национален отбор срещу Холандия. На 6 юни 2009 г. се състои неговият дебют за мъжкия състав на „адзурите“ в приятелска среща със Северна Ирландия, изиграна в Пиза. Включен е от селекционера Марчело Липи в разширения състав за Купата на конфедерациите (2009), но не влиза в игра.
На 31 януари 2011 г., в последния ден от трансферния прозорец, Сантон отива под наем за половин година във ФК Чезена, като част от сделката за Юто Нагамото.
На 31 август 2011 г. Сантон подписва с английския Нюкасъл Юнайтед 5-годишен договор за неоповестена сума, като се вярва, че е някъде около 5.3 млн. английски лири.
През януари 2015 г. се завръща в Интер, където остава до юни 2018 г. Включен е в сделката за Раджа Наинголан и преминава в Рома на 25 юни 2018 г.